# Qefsere Trako
Qefsere Trako właśc. Qefsere Kushe (ur. 22 kwietnia 1928 we wsi Mborje k. Korczy, zm. 22 maja 2012 w Korczy) – albańska aktorka. 

## Życiorys
W czasie nauki w szkole występowała w grupie teatralnej w Korczy, kierowanej przez Dhimitra Trajce. W listopadzie 1944 znalazła się w grupie aktorów i piosenkarzy organizującej scenę zawodową w Korczy. Zadebiutowała na scenie profesjonalnej, występując w głównej roli w dramacie Dasma korçare. Po wygranej w konkursie w 1950 rozpoczęła występy w Teatrze Andon Zako Cajupiego w Korczy, z którym związana była do końca swojej kariery artystycznej (zagrała na tej scenie 80 ról). Występowała także w teatrze kukiełkowym, w zespole estradowym, zagrała kilka niewielkich ról w filmach fabularnych i serialach telewizyjnych. W 2008 została uhonorowana tytułem Honorowego Obywatela Korczy. Zmarła w roku 2012 w Korczy.
Była mężatką (mąż Vani Trako był aktorem).

## Role filmowe
- 1958: Tana
- 1972: Yjet e netëve të gjata
- 1975: Rrugicat që kërkonin diell
- 1976: Përballimi
- 1976: Zonja nga qyteti
- 1979: Me hapin e shokëve jako matka Sokola
- 1979: Mesonjetorja
- 1981: Agimet e stinës së madhe jako Kalija